# 플라비우스 아에티우스

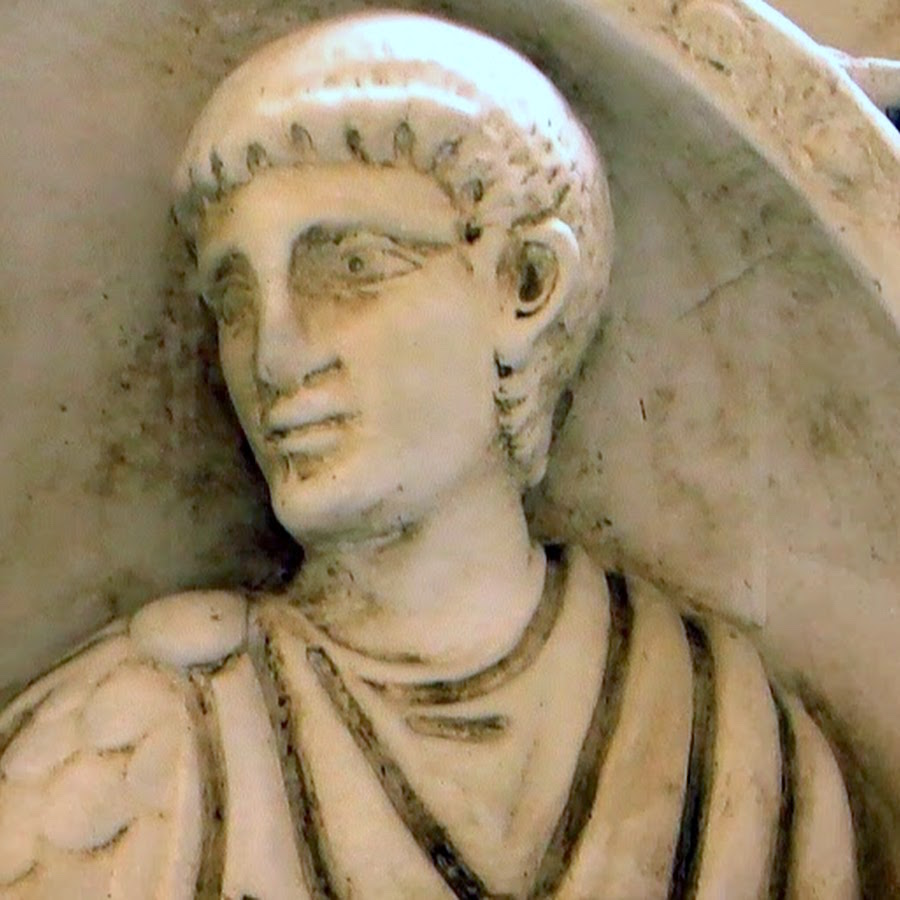

플라비우스 아에티우스, 혹 플라비우스 아이티우스(Flavius Aëtius, 396년 ~ 454년)는 서로마 제국의 정치가이자 군인이었다.
어려서는 훈족의 인질로 지냈는데, 아틸라와도 친교가 있었다고 한다. 425년 갈리아에서의 군사 지휘권을 얻고 야만족과의 전투에서 자주 두각을 드러내며 서로마 제국의 실권을 쥐었고, 434년에는 파트리키(Patricii)라는 칭호와 서로마 제국 전군 사령관의 지위를 얻는다. 451년에 카탈로니아 평원의 전투에서 아틸라가 이끌던 훈족을 격퇴하였다. 454년에 아이티우스의 공적에 위기감을 느낀 황제 발렌티니아누스 3세에 의해 암살되었지만, 이듬해 황제 자신도 아이티우스의 옛 부하에게 암살당했다.
집정관을 3번이나 역임했고 보니파티우스의 사후에는 가장 신임 받는 장군이였으며 서로마 제국내에서 큰 영향력을 가지고 있었을 뿐만 아니라 인품도 훌륭하였다. 그의 라이벌이었던 보니파티우스와 함께 「마지막 로마인」으로 불린다. 역사가 에드워드 기번은 카탈로니아 평원에서의 승리를 「야만족을 두려움에 떨게 했으나 로마에게는 수호자로서 칭송받은 남자」라 평한다.

## 생애

### 어린 시절
391년 모이시아 속주의 하모이시아 두로스토룸(지금의 불가리아 시리스트라)에서 태어났다. 아버지 플라비우스 가우덴티우스는 로마의 군인으로 스키튀카 속주 출신으로 알려져 있으나, 스키튀카 출신이라는 말을 일종의 문학적 수사로 보고 고트족 출신으로 해석하는 설도 있다. 어머니는 이름이 전하지 않으나 이탈리아계의 유복한 귀족 계급의 여성이었다고 한다. 425년 이전의 아이티우스는 카필리오(Carpilio)라는 직급을 성으로 가진 자의 딸과 결혼하였는데, 자식 또한 카필리오라는 이름이 붙었다. 후에 그는 보니파티우스의 미망인 페라기아(Pelagia)와 결혼하여 얻은 자식에게 아버지의 이름인 가우덴티우스를 붙였다. 또한 아이티우스가 비명에 죽음을 맞이한 뒤 황제 발렌티니아누스 3세에게 복수한 트라우스티아(Thraustila)의 아내도 아이티우스의 딸이었을 가능성이 제기되고 있다.
어린 시절의 아이티우스는 궁정에 출사하여 근위대(tribuni praetoriani partis militaris)에 들어갔다. 그 당시 유럽은 훈족에 의해 큰 위협을 당하고 있었는데 여러 부족들을 정복하며 빠르게 이동했고 위협의 대상에 서로마 제국 또한 제외되진 않았다. 훈족은 서로마 제국을 압박하기 위해 제국의 인사들의 아들을 인질로 잡는 방법을 주로 사용하기도 했는데 그 중에는 아이티우스도 있었다. 405년에서 408년 사이, 그는 서고트족의 왕 알라리크 1세의 왕궁에 인질로 보내졌는데, 408년에 다시 아이티우스는 훈족의 왕에게로 보내지게 되었고, 그는 어릴 적부터 총명한 사람이여서 훈족의 사회나 전통을 잘 이해하고 훈족의 언어를 금방 습득하며 훈족 사람들과도 또한 잘 어울렸다. 기번이나 다른 역사학자들은 서고트족이나 훈족 같은 호전적 부족에서 자라난 아이티우스는 당시 로마에서 사라져 있던 군사적인 활력을 그들로부터 얻었다고 지적한다. 그는 당시 훈족의 지도자였던 루아의 신임을 얻어 친한 관계가 되었다. 나중에 루아가 군을 파견해주며 아이티우스를 도와주기도 한다.

### 신임을 얻기까지
423년에 서로마 황제 호노리우스가 죽고, 서쪽에서 가장 영향력이 크던 파트리키 카스티노스(Castinus)는 제1서기 요한네스를 후계 황제로 지목했지만, 요한네스는 테오도시우스의 피를 이어받지 않았고 아직 동로마 황제 테오도시우스 2세의 승인도 얻지 못했다. 테오도시우스 2세는 어린 조카 발렌티니아누스 3세(호노리우스의 조카라고도)를 서로마 황제로 옹립했고, 아스팔을 사령관으로 원정군을 조직했다.
참칭자 요한네스를 그때 아이티우스는 궁전감독(cura palatii)로서 섬기고 있었고 요한네스는 훈족의 인질로 지낸 적이 있는 그를 보내 훈족의 지원을 얻고자 했다. 강력한 군대를 갖지 못했던 요한네스는 수도 라벤나에서 농성을 벌였지만 425년 6월(또는 7월)에 라벤나는 함락되고 다른 대신들과 함께 붙잡혀, 황제가 된지 18개월만에 살해당했다. 훈족의 대군을 거느리고 이탈리아로 돌아왔지만 서방의 권력이 이미 발렌티니아누스 황제와 모후(母后) 갈라 플라키디아에게 들어간 것을 알게 된 아이티우스는 아스팔과의 전투 뒤 갈라 플라키디아와 화해를 맺고, 훈족을 돌려보내고 갈리아 군사령관(comes et magister militum per Gallias)의 지위를 얻었다. 같은 해(또는 426년), 아이티우스는 아레라티(지금의 아를)를 포위한 서고트족을 격파하고 아퀴타니아로 돌아왔다.
428년에 그는 프랑크족을 격파하고 점령당했던 라인강의 영토 절반을 회복한다. 429년에 그는 군사령관(마기스텔 밀리툼)으로 승진했다. 당시 태후 갈라 플라키디아의 지지자로 당시 가장 영향력이 컸던 파트리키 플라비우스 페릭스가 마기스텔 밀리툼의 장관이었고, 아이티우스는 그의 두 부관 가운데 한 명이었는데, 나머지 한 명은 훗날 그와 정치적으로 대립하게 되는 보니파키우스였다. 430년 5월에 아이티우스는 자신을 모함한다며 페릭스를 비난하여 그와 그의 아내를 살해하였다. 페릭스가 죽고 아이티우스는 파트리키라는 칭호를 가지지 않는 대신 마기스텔 밀리툼의 최고 유력자가 되었다. 같은 해에 그는 라에티아에서 유퉁기 족을 격파하고 아레라티 부근에서 서고트족을 격파하여 지도자 아나올수스(Anaolsus)를 잡았다. 431년에 노리쿰에서 노리족에게 승리를 거둔 뒤 갈리아로 돌아와, 수에비족이 공격하고 있다고 호소한 아쿠아에 플라비에 사교(司教) 휴다티우스(Hydatius)를 맞아들였다. 432년에 아이티우스는 다시 프랑크족을 쳐서 화평을 맺고 휴다티우스를 이베리아로 데리고 왔다.
로마를 지키고자 갈리아에서 싸우는 동안 아이티우스는 궁정 권력자와의 투쟁이라는 또 하나의 적과 맞섰다.

### 보니파키우스와의 대립
보니파키우스와 아이티우스는 국가에 대한 결정에서 의견 차이를 자주 보이는 편이었다. 이런 둘 중에서 플라키디아는 보니파키우스를 더 신임했으며 그를 제국의 총사령관으로 임명했다. 425년 이후 아이티우스는 예전 플라비우스 페릭스 지휘하에서 페릭스 휘하에 있던 또 한 사람의 장군이었던 보니파키우스와의 대립이 더욱 깊어져갔다. 보니파키우스는 아프리카 총독(코메스)으로서 아프리카 관구(管區)를 통치하고 있었는데, 그가 배반하려 한다는 소문을 들은 갈라 플라키디아는 보니파키우스에게 소환 명령을 내렸다. 이는 아이티우스의 책모에 의한 것이었다고도 했다. 보니파키우스는 이에 응하지 않고 427년에 아프리카에서 반란을 일으켰다. 보니파키우스는 이베리아 반도의 반달족에게 병력 제공을 요청했고 반달족은 전 부족을 거느려 지브롤터 해협을 건너왔다. 반달족이 북아프리카로 들어오는 것에 위협을 느낀 보니파키우스는 반달족을 토벌해야 할지 말지를 고민했다. 430년에 보니파키우스는 갈라 플라키디아와 화해를 맺고 아프리카를 버리고 이탈리아로 돌아온다.
430년 5월에 페릭스가 죽고 권력투쟁은 아이티우스와 보니파키우스 두 사람 사이의 대립으로 돌아갔다. 432년 아이티우스는 집정관(콘술)이 되어, 황제의 모후 갈라 플라키디아에 의해 이탈리아로 소환된(정확히는 갈리아 군사령관인 아이티우스의 대항세력으로서 소환된) 보니파키우스는 파트리키의 지위를 받았다. 갈라 플라키디아가 자신을 배제하려 한다고 생각한 아이티우스는 보니파키우스를 공격하고자 진군하여 리미니에서 전투가 벌어졌다. 보니파키우스는 이 전투에서 승리했지만 중상을 입고 몇 달 뒤에 죽고 만다. 세바스티아누스가 후계자가 되고 마기스텔 밀리툼의 칭호를 이어받았다. 아이티우스는 자신의 사유지로 물러났으나 세바스티아누스에 의해 암살될 것을 걱정해 로마로 달아나고, 이어 다르마티아와 판노니아를 지나 그의 동맹자인 훈족의 근거지로 갔다.
433년에 아이티우스는 훈족의 왕 루아와 군사적 제공의 대가로 판노니아 속주의 지배를 인정하기로 했고, 훈족의 도움을 받아 이탈리아로 돌아왔다. 아이티우스가 권좌에 복귀하고 마기스텔 밀리툼(magister utriusque militiae)의 칭호를 받아(세바스티아누스는 콘스탄티노플로 망명), 보니파키우스의 옛 사유지까지 차지, 그의 미망인이었던 페라기아와 결혼한다.

### 군인으로서의 삶
433년부터 450년까지 아이티우스는 서로마 제국의 가장 유력한 인물이 되어 있었다. 435년 9월 5일에는 파트리키의 칭호를 받고, 황제의 모후 갈라 플라키디아와 아직 어린 황제 발렌티니아누스 3세의 「수호자」의 역할을 맡았다. 동시에 갈리아 지역에 전념하였다. 436년에 부르군트의 왕 단다팔이 아이티우스에게 화평을 받아들이지만, 이듬해 아이티우스는 부르군트족을 쳐서 없애기 위해 훈족을 보낸다. 이때 부르군트족 2만이 훈족에게 학살당했다고 한다(이 사건은 훗날 독일의 영웅 서사시 니벨룽겐의 노래의 모델이 되었다). 같은 해에 아이티우스는 리트리우스와 함께 아르모리카(브르타뉴 반도 주변)의 바가우다에(갈리아의 농민 반란군) 진압에 나섰다.
437년에 아이티우스는 두 번째 집정관에 취임했다. 또한 발렌티니아누스 3세가 동로마 제국의 황녀 리키니아 에우독시아에게 콘스탄티노플에서 구혼하고, 아이티우스가 출석하여 출석하여 이 결혼식이 친정(親政)의 시작임을 인정하였다. 이어 2년 동안은 수에비 족 그리고 서고트 족과의 전쟁으로 보냈고, 438년에 아이티우스는 대규모 전투에서 승리를 거두었으나 이듬해에 서고트족은 훈족의 용병을 거느린 리트리우스를 격파하고 그를 죽였으며, 아이티우스는 복수전을 준비하지만 결국 화평이 맺어지게 된다. 이탈리아로 돌아올 무렵 아이티우스는 황제의 명으로 원로원(元老院)과 로마 시민에 의해 그의 조상(彫像)이 세워지는 영예를 누렸다. 이는 계관시인(桂冠詩人) 플라비우스 메로바우디스에 의한 연설 무렵의 일이었다.
443년, 아이티우스는 부르군트 족의 잔당들을 레만호 남쪽의 세보이아로 옮겨 살게 했다. 440년대에 그의 최대 관심사는 갈리아와 이베리아의 바가우다에였다. 그는 당시 브르타뉴 반도 주변의 반란을 진압하고자 발랑스와 오를레앙에 알란 족을 옮겨 살게 했다.
447년(또는 448년)에 아르모리카에 정착해 살게 된 알란 족이 문제를 일으켜, 클로데오가 거느린 알란 족에 의해 갈리아・베르기카 알라스 근교가 공격당하고 이어 툴 근처에서 전투가 벌어진 것도 이 무렵이었다. 침략자는 비크스 헬레나 근처의 도하 지점 부근에서 전투를 그쳤다. 이 싸움에서 아이티우스는 작전을 지휘했는데, 마요리아누스(훗날 서로마 제국의 황제가 됨)가 기병을 거느리고 싸웠다. 450년에 아이티우스는 유리한 조건으로 프랑크족과 화평을 맺고 돌아왔다. 같은 해에 프랑크족의 왕이 죽자 아이티우스는 프랑크 왕의 아들 가운데 한 사람이 왕위를 주장하는 것을 지지하여 그를 양자로 삼고 많은 선물과 함께 로마(왕자는 사절단의 대사로서 파견되었다)에서 프랑크 궁정으로 보냈다. 한편으로 프랑크 왕의 장자의 왕자는 훈족의 왕 아틸라에게 도움을 요청한다.

### 카탈라우눔 전투
이 무렵까지 훈족과 아이티우스 사이는 양호한 관계를 유지했다. 아이티우스는 훈족의 왕 아틸라의 옛 비서관 콘스탄티우스를 보냈다. 449년, 아틸라는 로마인에게 금으로 만든 그릇을 도둑맞은 것에 노여워했고, 아이티우스는 아틸라를 달래고자 로물루스를 보냈다. 아틸라는 답례로 노예 셸코를 주었고, 아이티우스는 그를 원래 주인 아스팔에게 돌려주었다.
동생인 황제 발렌티니아누스 3세에게 원한을 품고 있던 누나 호노리아가 훈족의 왕 아틸라에게 조력을 구했고, 자신의 반지를 가진 사자를 보냈다. 아틸라는 이를 자신에 대한 「구혼」으로 해석했고 발렌티니아누스 황제에게 서로마 제국의 절반을 지참금으로 요구한다. 황제는 이 구혼을 불법이라며 반박했고 아틸라는 이 구혼을 구실로 자신이 종속시킨 부족들을 동원해 서로마 침략을 개시한다.
451년에 아틸라가 갈리아를 침공했을 때 로마 제국의 갈리아 군사령관은 아이티우스였다. 훈족의 대군이 휩쓸고 간 도시를 공략하며 오를레앙으로 진군하는 가운데 정주하고 있던 알란족이 아틸라편에 설 뜻을 보이자 아이티우스는 유력한 원로원 의원 아비투스의 도움을 구했고 서고트족의 왕 테오도리쿠스 1세에게 외적의 위협에 맞서기 위해 참전할 것을 설득했다. 아이티우스는 또한 알란족의 왕 산기반의 군세가 아틸라가 거느린 훈족에 합류하는 것을 방해하는데 성공했다. 그리고 로마 - 서고트 연합군은 훈족이 포위한 오를레앙 구원에 나서서, 포위 대신 평지 방면으로 퇴각했다. 6월 20일, 아이티우스와 테오도리쿠스는 카탈라우눔의 싸움에서 아틸라와 그 동맹 부족을 상대로 승리를 거두었다(카탈라우눔 전투). 이 싸움에서 테오도리쿠스는 전사하고, 아이티우스는 테오도리쿠스의 왕자 토리스문드에게 왕위를 확보하기 위해 곧장 툴즈(서고트 왕국의 수도)로 돌아갈 것을 권했고, 그것을 위해 아이티우스는 전리품을 모두 차지하라고 했다.
아틸라는 그동안 전쟁을 할 때마다 많은 물자를 약탈하거나 정전(停戰)을 조건으로 배상금 등을 받아왔는데, 이 전투에서 처음으로 아무 소득도 없이 후퇴하게 되었다. 귀환한 아틸라는 452년에 다시 호노리아와 자신이 결혼 관계가 성립되었음을 주장했다. 아이티우스는 이탈리아 진격로였던 알프스로 아틸라가 오는 것을 막고자 필요한 수단을 취하지 않았고, 아틸라는 이탈리아로 침입해 많은 도시를 약탈하기 시작했다. 아퀼레이아는 완전히 파괴되었고 다른 여러 도시들도 훈족이 지나간 뒤에는 털끝 하나도 남지 않았다. 발렌티니아누스는 라벤나를 버리고 로마로 달아났다. 이때 아이티우스에게는 싸울 전력이 남아있지 않았다. 아틸라는 포 강에서 진군을 멈추고 그곳에서 지방총독 트리게티우스(Trigetius), 옛 집정관 아비에누스(Aviennus), 그리고 교황 레오 1세의 사절과 만난다. 이후 아틸라는 호노리아도 자신이 바라는 영토도 얻지 못한 채 군을 돌렸고, 이듬해 자신의 결혼식 축하연날 밤에 급사했다.

### 사망
아틸라 사후 얼마 되지 않아, 453년에 아에티우스는 자신의 아들 가우덴티우스를 발렌티니아누스 3세의 딸 플라티데아과 혼인시키려 했으나, 발렌티니아누스 3세는 예전 참칭자 요한네스를 지지하여 적대했던 아에티우스가 실은 자기 아들을 제위에 올리려는 것이라 믿게 되어 위협을 느꼈다. 예전 원로원 의원 페트로니우스 막시무스와 시종 헤라클리우스가 아에티우스 암살을 모의하면서 황제를 끌어들이고자 했고, 마침내 454년 9월 21일, 라벤나의 궁정에서 황제를 알현하여 재무보고를 행하던 아에티우스를 황제 발렌티니아누스 3세가 자신의 검으로 직접 암살하였다. 이 사건에 대해 원로원 의원은 "신은 폐하께서 무슨 생각으로, 무슨 노여움으로 이리하셨는지 전혀 모르겠습니다. 다만, 폐하께서 자신의 왼손으로 자신의 오른손을 잘라냈다는 것은 알겠습니다."라고 말했다고 한다.
일을 이룬 페트로니우스는 아이티우스가 예전 취임했던 지위를 자신이 받기를 기대했지만, 헤라클리우스의 방해를 받았다. 복수를 위해 페트로니우스는 아이티우스의 훈족 친구였던 옵틸라(Optila)와 트라우스틸라(Thraustila) 두 사람과 함께 이번에는 발렌티니아누스 황제와 페트로니우스의 암살을 꾀했다. 455년 3월 16일에 병사들의 활쏘기 훈련을 살피기 위해 산 조반니 인 라테라노 대성당 앞의 광장에서, 말에서 내린 발렌티니아누스를 옵틸라가 찔렀다. 헤라클리우스는 트라우스틸라에게 살해되었다. 그곳에 있던 병사들은 아에티우스의 옛 부하들이었고, 황제를 도우러 나서는 자는 아무도 없었다고 한다.

## 같이 보기
- 스틸리코
- 그레고리우스 투로넨시스
- 요르다네스
- 프로코피오스
- 아퀴테인의 프로스퍼
- 시도니우스 아폴리나리스